# فرودگاه اتوود/کوگهلین
فرودگاه اتوود/کوگهلین (به انگلیسی: Atwood/Coghlin Airport) یک فرودگاه همگانی است که یک باند فرود چمن دارد و طول باند آن ۶۱۰ متر است. این فرودگاه در کشور کانادا قرار دارد و در ارتفاع ۳۷۰ متری از سطح دریا واقع شده‌است.